# J. Edward Russell

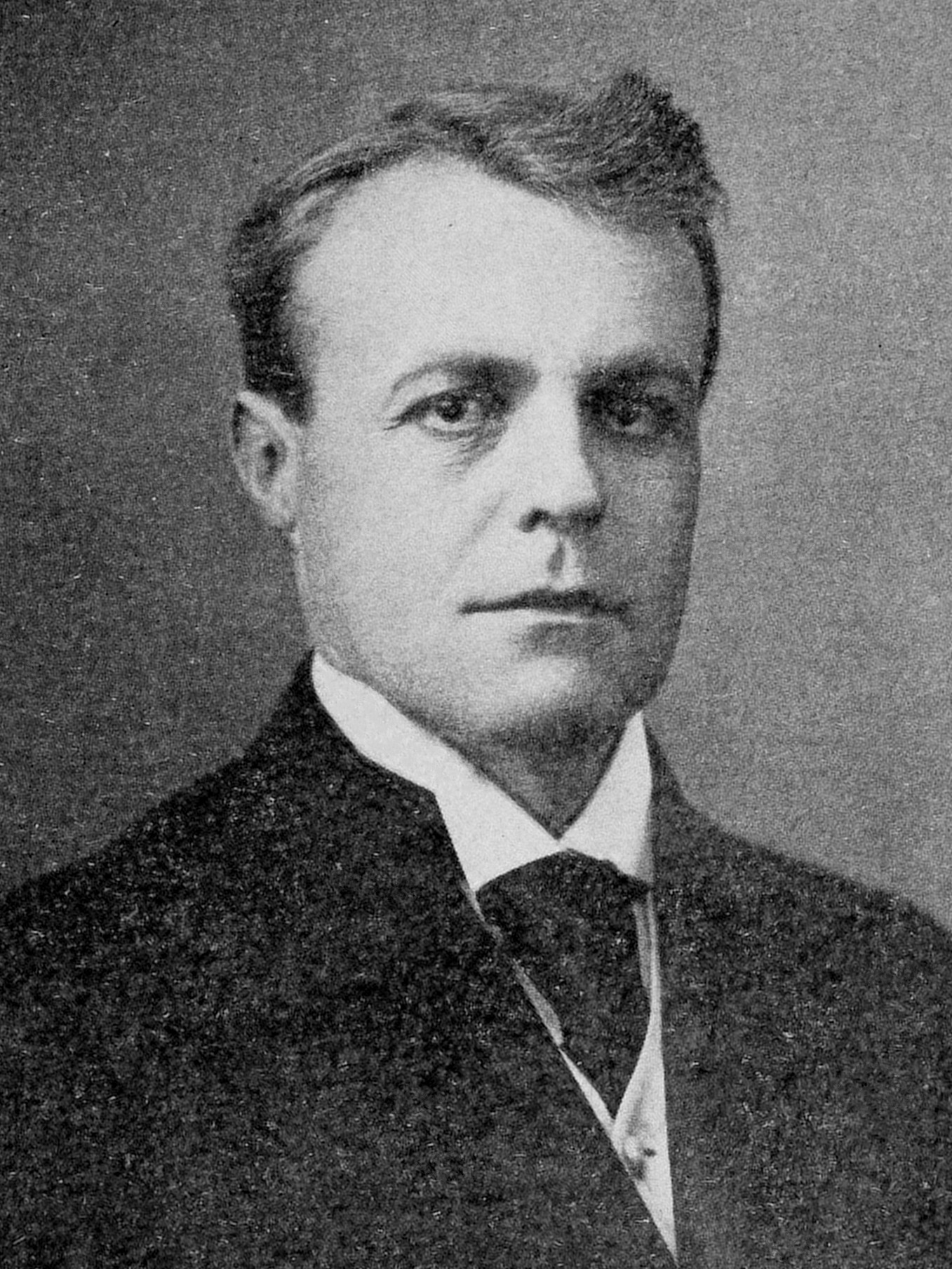
J. Edward Russell (1906)

 Joshua Edward Russell (* 9. August 1867 bei Sidney, Ohio; † 21. Juni 1953 ebenda) war ein US-amerikanischer Politiker. Zwischen 1915 und 1917 vertrat er den Bundesstaat Ohio im US-Repräsentantenhaus.

## Werdegang
Edward Russell besuchte die öffentlichen Schulen seiner Heimat und die Sidney High School. Nach einem anschließenden Jurastudium und seiner 1893 erfolgten Zulassung als Rechtsanwalt begann er in Sidney in diesem Beruf zu arbeiten. In den Jahren 1894 und 1895 gehörte er dem dortigen Bildungsausschuss an; von 1895 bis 1899 war er juristischer Vertreter seiner Heimatstadt. Gleichzeitig schlug er als Mitglied der Republikanischen Partei eine politische Laufbahn ein. Zwischen 1905 und 1908 saß er im Senat von Ohio.
Bei den Kongresswahlen des Jahres 1914 wurde Russell im vierten Wahlbezirk von Ohio in das US-Repräsentantenhaus in Washington, D.C. gewählt, wo er am 4. März 1915 die Nachfolge des Demokraten J. Henry Goeke antrat. Da er im Jahr 1916 nicht bestätigt wurde, konnte er bis zum 3. März 1917 nur eine Legislaturperiode im Kongress absolvieren. Nach seiner Zeit im US-Repräsentantenhaus praktizierte er wieder als Anwalt. Edward Russell starb am 21. Juni 1953 in seiner Heimatstadt Sidney. Er war mit Jennie Laughlin verheiratet, mit der er ein Kind hatte.